# Малое Вишенье
Малое Ви́шенье — деревня в Торжокском районе Тверской области. Относится к Осташковскому сельскому поселению.
Название поселения образовано от слова "вышина",  "высокое место", деревня находится на высоком пригорке. "Малое" - приставлено ввиду нахождения в 20 км еще одной, более населенной деревни Большое Вишенье.
Название "Малое Вишенье" закрепилось за населенным пунктом в самом конце XIX века. До этого деревня носила название Вишенье.
Находится в 41 км к северо-западу от города Торжка, в 9 км от деревни Осташково.
Конечный пункт автодороги «Большое Вишенье — Малое Вишенье» (вся дорога — 20 км).
Из Торжка до деревни можно добраться на рейсовом автобусе "Торжок-Малое Вишенье" (пн, пт, вс из Торжка в 6.30 и 15.25, из Малого Вишенья в 8.30, 17.30).

## Население
Численный состав населения можно просмотреть в представленной таблице.
|            | 1859 | 1884  | 1989 | 1996 | 1997 | 2001 | 2002 | 2004 | 2005 | 2006 | 2007 | 2008 | 2010 |
| ---------- | ---- | ----- | ---- | ---- | ---- | ---- | ---- | ---- | ---- | ---- | ---- | ---- | ---- |
| дворов     | 14   | 17    | -    | 53   | 53   | -    | -    | -    | -    |      |      |      |      |
| (муж)      | 54   |       | 64   | -    | -    | -    | 57   | -    | -    |      |      |      |      |
| (жен)      | 65   |       | 71   | -    | -    | -    | 71   | -    | -    |      |      |      |      |
| всего чел. | 119  | 74(?) | 135  | 152  | 149  | 139  | 128  | 112  | 96   | 92   | 88   | 86   | 78   |

История

## История
В 1782 г. (4-я ревизия) усадьба принадлежала помещице девице Елисавете Петровне Сабуровой, помещику Василию Иванову Сабуровой с дочерью Анной, помещице Екатерине Михайловой Любучаниновой (дочери Михаила Иванова Сабурова, муж - Иван Семенович Любучанинов), помещику Павлу Николаевичу Ляпунову с дочерьми девицами Пелагеей и Авдотьей Павловыми.
В 1795 г. (5-я ревизия)  усадьба принадлежала помещице Елисавете Петровне Сабуровой по мужу Мартыновой (муж - Мартынов Дмитрий Михайлович), помещикам Ивану Семеновичу Любучанинову с женой Екатериной Михайловой (в девичестве Сабуровой).
В 1811 г. (6-я ревизия) - часть деревни принадлежит Надежде Дмитриевой Львовой и Федору Петровичу Львову.
В 1816 г. (7-я ревизия) - Екатерине Ивановой по мужу Белкиной, надворной советнице Елисавете Петровне Мартыновой с дочерью ротмистршей Варварой Дмитриевной Беклемишевой.
В 1834 г. (8-я ревизия) - Екатерине Ивановой Белкиной.
В 1838 г. полковница Белкина Е.И. по купчей крепости продала часть земли и крестьян помещику Львову Леониду Леонидовичу.
В 1850 г. (9-я ревизия) - Иван Данилович Петерсон.
В 1857-58 гг. (10-я и последняя ревизия) - подполковник Иван Данилов Петерсон.
Деревня всегда относилась к приходу Богоявленской церкви села Яконово, поэтому умерших жителей до 20 века хоронили на кладбище с.Яконово. Позже (и в советское время) стали хоронить при деревне Горка Княщинского прихода.
Во второй половине XIX — начале XX века деревня Вишенье относилась к Яконовскому приходу Поведской волости Новоторжского уезда.
В 1935-1953 году деревня центр Мало-Вишенского сельсовета в составе Есеновичского района Калининской области.
В 1970-80-е годы центральная усадьба колхоза «Путь Ленина».
Архив по колхозу находится в Муниципальном архиве г.Торжка (с 1960 года, до этого - архив сгорел).